# Circonscription de Flórina
La circonscription de Flórina (en grec Εκλογική περιφέρεια Φλώρινας) est une circonscription législative de la Grèce. Elle correspond au territoire du nome de Flórina. Elle compte 89 526 électeurs inscrits en janvier 2015.

Situation de la circonscription de Flórina

## Élections législatives de mai 2012

### Résultats
La circonscription de Flórina élit deux députés en mai 2012. Les élections ont lieu au scrutin proportionnel plurinominal avec prime majoritaire et un seuil de représentation de 3 % des suffrages exprimés au niveau national.
36 947 électeurs se sont exprimés sur 90 364 inscrits, soit un taux de participation de 40,89 %. Parmi les vingt-deux listes candidates, deux listes obtiennent chacune un siège dans la circonscription.
| Rang | Liste                              | Nombre de voix | Pourcentage des voix | Nombre de sièges |
| ---- | ---------------------------------- | -------------- | -------------------- | ---------------- |
| 1    | Nouvelle Démocratie                | +10 578,       | 29,59 %              | 1                |
| 2    | Mouvement socialiste panhellénique | +05 842,       | 16,34 %              | 1                |
| 3    | SYRIZA                             | +04 704,       | 13,16 %              | 0                |
| 4    | Grecs indépendants                 | +03 238,       | 9,06 %               | 0                |
| 5    | Parti communiste de Grèce          | +02 851,       | 7,98 %               | 0                |
| 6    | Aube dorée                         | +02 006,       | 5,61 %               | 0                |
| 7    | Gauche démocrate                   | +01 678,       | 4,69 %               | 0                |

### Députés

#### Nouvelle Démocratie
La liste de la Nouvelle Démocratie est en tête et obtient un siège.
| Rang | Nom                       | Nombre de voix |
| ---- | ------------------------- | -------------- |
| 1    | Efstathios Konstantinidis | +3 018,        |

#### Mouvement socialiste panhellénique
La liste du Mouvement socialiste panhellénique est deuxième et obtient un siège.
| Rang | Nom              | Nombre de voix |
| ---- | ---------------- | -------------- |
| 1    | Nikolaos Samaras | +3 746,        |

## Élections législatives de juin 2012

### Résultats
La circonscription de Flórina élit deux députés en juin 2012. Les sièges sont répartis à l'issue d'un scrutin proportionnel plurinominal avec prime majoritaire entre les listes ayant obtenu au moins 3 % des suffrages exprimés au niveau national.
35 428 électeurs se sont exprimés sur 90 392 inscrits, soit un taux de participation de 39,19 %. Parmi les dix-sept listes candidates, deux listes obtiennent chacune un siège dans la circonscription.
| Rang | Liste                              | Nombre de voix | Pourcentage des voix | Nombre de sièges |
| ---- | ---------------------------------- | -------------- | -------------------- | ---------------- |
| 1    | Nouvelle Démocratie                | +11 844,       | 33,98 %              | 1                |
| 2    | SYRIZA                             | +08 268,       | 23,72 %              | 1                |
| 3    | Mouvement socialiste panhellénique | +05 570,       | 15,98 %              | 0                |
| 4    | Grecs indépendants                 | +02 403,       | 6,89 %               | 0                |
| 5    | Aube dorée                         | +01 972,       | 5,66 %               | 0                |
| 6    | Gauche démocrate                   | +01 616,       | 4,64 %               | 0                |
| 7    | Parti communiste de Grèce          | +01 284,       | 3,68 %               | 0                |

### Députés

#### Nouvelle Démocratie
La liste de la Nouvelle Démocratie est en tête et obtient un siège.
| Rang | Nom                       |
| ---- | ------------------------- |
| 1    | Efstathios Konstantinidis |

#### SYRIZA
La liste de la SYRIZA est deuxième et obtient un siège.
| Rang | Nom                  |
| ---- | -------------------- |
| 1    | Thanassis Germanidis |

## Élections législatives de janvier 2015

### Résultats
La circonscription de Flórina élit deux députés en janvier 2015. Les sièges sont répartis à l'issue d'un scrutin proportionnel plurinominal avec prime majoritaire entre les listes ayant obtenu au moins 3 % des suffrages exprimés au niveau national.
35 247 électeurs se sont exprimés sur 89 526 inscrits, soit un taux de participation de 39,37 %. Parmi les seize listes candidates, deux listes obtiennent chacune un siège dans la circonscription.
| Rang | Liste                              | Nombre de voix | Pourcentage des voix | Nombre de sièges |
| ---- | ---------------------------------- | -------------- | -------------------- | ---------------- |
| 1    | SYRIZA                             | +12 487,       | 36,29 %              | 1                |
| 2    | Nouvelle Démocratie                | +12 050,       | 35,02 %              | 1                |
| 3    | Aube dorée                         | +01 723,       | 5,01 %               | 0                |
| 4    | Mouvement socialiste panhellénique | +01 641,       | 4,77 %               | 0                |
| 5    | Grecs indépendants                 | +01 356,       | 3,94 %               | 0                |
| 6    | Parti communiste de Grèce          | +01 294,       | 3,76 %               | 0                |
| 7    | La Rivière                         | +01 225,       | 3,56 %               | 0                |

### Députés
La répartition des sièges au sein de chaque liste élue dépend du nombre de voix obtenues individuellement par chaque candidat, suivant le système du vote préférentiel. Dans la circonscription de Flórina, les listes peuvent comporter jusqu'à quatre candidats. Les électeurs peuvent exprimer un vote préférentiel pour l'un des candidats sur la liste pour laquelle ils votent.

#### SYRIZA
La liste de la SYRIZA est en tête et obtient un siège.
| Rang | Nom                  | Nombre de voix |
| ---- | -------------------- | -------------- |
| 1    | Konstantinos Seltsas | +3 205,        |

#### Nouvelle Démocratie
La liste de la Nouvelle Démocratie est deuxième et obtient un siège.
| Rang | Nom                | Nombre de voix |
| ---- | ------------------ | -------------- |
| 1    | Ioannis Antoniadis | +4 844,        |